# Quyền LGBT ở Uruguay
Quyền đồng tính nữ, đồng tính nam, song tính và chuyển giới ở Uruguay là một trong những quyền tự do nhất trong cả Nam Mỹ và thế giới. Hoạt động tình dục đồng giới đã được hợp pháp với độ tuổi đồng ý từ năm 1934. Luật chống phân biệt đối xử bảo vệ người LGBT đã có từ năm 2004. Kết hợp dân sự đối với các cặp đồng giới đã được cho phép từ năm 2008 và hôn nhân đồng giới kể từ năm 2013, theo luật hôn nhân đồng giới được thông qua vào đầu năm 2013. Ngoài ra, các cặp đồng giới đã được phép chung nuôi kể từ đó Năm 2009 và những người đồng tính nam, đồng tính nữ và song tính được phép phục vụ công khai trong quân đội.
Năm 2016, Khu phố Châu Mỹ đã gọi Uruguay là quốc gia thân thiện với người LGBT nhất ở Mỹ Latinh, gọi quốc gia này là "mô hình hòa nhập xã hội ở Mỹ Latinh". Nó cũng đã tổ chức hội nghị quyền LGBT quốc tế đầu tiên ở Mỹ Latinh vào tháng 7 năm 2016, với hàng trăm nhà ngoại giao, chính trị gia và nhà hoạt động từ khắp nơi trên thế giới giải quyết các vấn đề về LGBT. Phần lớn người Uruguay ủng hộ hôn nhân đồng giới.

## Điều kiện sống

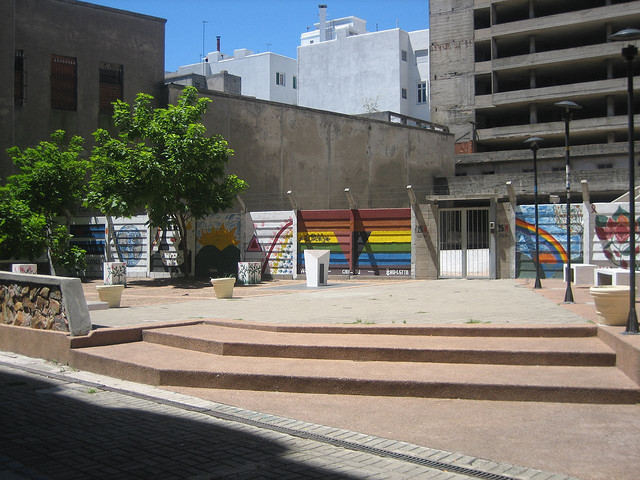
"Đài tưởng niệm đa dạng tình dục" ở Montevideo. Ở trung tâm là một hình lăng trụ tam giác, đang đọc: Honrar la diversidad es honrar la vida. Montevideo por el respeto a todo género de identidad y orientación sexual. Año 2005.

Uruguay được coi là một nhà lãnh đạo toàn cầu về quyền con người và quyền LGBT, với luật pháp bảo vệ người LGBT khỏi sự phân biệt đối xử và cho phép các cặp đồng giới kết hôn và nhận con nuôi. "Chỉ số hạnh phúc đồng tính nam" (GHI) được công bố dựa trên cuộc thăm dò năm 2015 của PlanetRomeo liệt kê Uruguay ở hạng năm với điểm GHI là 73, ngang bằng với các quốc gia như Canada, Na Uy, Thụy Điển, Đan Mạch và Iceland. Sự chấp nhận của xã hội đối với đồng tính luyến ái và các mối quan hệ đồng tính là rất cao, với một cuộc thăm dò năm 2014 cho thấy khoảng 71% người Uruguay ủng hộ hôn nhân đồng giới (cao nhất trong Nam Mỹ và cao thứ hai trong Châu Mỹ đằng sau Canada). Tuy nhiên, người chuyển giới vẫn phải đối mặt với sự phân biệt đối xử và kỳ thị. Theo Cơ quan Dịch vụ Y tế Nhà nước (ASSE), tuổi thọ cho người chuyển giới chỉ là 45 tuổi. Khoảng hai phần ba người chuyển giới người Uruguay đã báo cáo là nạn nhân của bạo lực thể xác.
Cuộc diễu hành ở thủ đô Montevideo đã diễn ra hàng năm kể từ những năm 1990. Năm 2018, sự kiện này có sự tham gia của khoảng 120.000 người. Nó thường được tổ chức vào thứ Sáu cuối cùng của tháng 9 và đã trở thành một trong những sự kiện công cộng lớn nhất của Uruguay. Các sự kiện khác bao gồm Punta Pride, được tổ chức hàng năm tại Punta del Este vào tháng Hai. Montevideo thường được gọi là một trong những thành phố thân thiện với người đồng tính nhất trên thế giới. Có một số quán bar đồng tính, nhà hàng và quán rượu trong thành phố.

## Bảng tóm tắt

Cờ không chính thức của cộng đồng LGBT người Uruguay

| Hoạt động tình dục đồng giới hợp pháp                                                                                       | (Từ năm 1934)                  |
| Độ tuổi đồng ý | (Từ năm 1934)                  |
| Luật chống phân biệt đối xử chỉ trong việc làm                                                                              | (Từ năm 2004)                  |
| Luật chống phân biệt đối xử trong việc cung cấp hàng hóa và dịch vụ                                                         | (Từ năm 2004)                  |
| Luật chống phân biệt đối xử trong tất cả các lĩnh vực khác (bao gồm phân biệt đối xử gián tiếp, ngôn từ kích động thù địch) | (Từ năm 2003)                  |
| Luật tội ác căm thù bao gồm khuynh hướng tình dục và bản dạng tình dục                                                      | (Từ năm 2003)                  |
| Công nhận các cặp đồng giới                                                                                                 | (Từ năm 2008)                  |
| Hôn nhân đồng giới | (Từ năm 2013)                  |
| Nhận nuôi bởi những người LGBT                                                                                              | Yes                            |
| Con nuôi của các cặp vợ chồng đồng giới                                                                                     | (Từ năm 2009)                  |
| Con nuôi chung của các cặp đồng giới                                                                                        | (Từ năm 2009)                  |
| Người đồng tính nam, đồng tính nữ và song tính được phép phục vụ công khai trong quân đội                                   | (Từ năm 2009)                  |
| Người chuyển giới được phép phục vụ công khai trong quân đội                                                                | No                             |
| Quyền thay đổi giới tính hợp pháp                                                                                           | (Từ năm 2009)                  |
| Trẻ vị thành niên liên giới tính được bảo vệ khỏi các thủ tục phẫu thuật xâm lấn                                            | (Từ năm 2018)                  |
| Giới tính thứ ba tùy chọn                                                                                                   | Yes                            |
| Truy cập IVF cho đồng tính nữ                                                                                               | (Từ năm 2013)                  |
| Liệu pháp chuyển đổi bị cấm ở trẻ vị thành niên                                                                             | (Từ năm 2017)                  |
| Làm cha mẹ tự động cho cả hai vợ chồng sau khi sinh                                                                         | (Từ năm 2013)                  |
| Mang thai hộ thương mại cho các cặp đồng tính nam                                                                           | (Cấm bất kể xu hướng tình dục) |
| NQHN được phép hiến máu | Yes                            |